# Matriz de asignación de responsabilidades

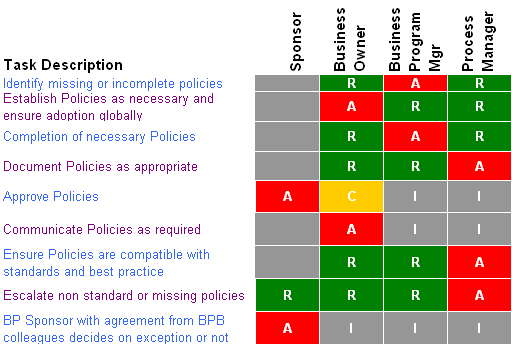
Diagrama de RACI

La matriz de la asignación de responsabilidades (RACI por las iniciales de los tipos de responsabilidad) se utiliza generalmente en la gestión de proyectos para relacionar actividades con recursos (individuos o equipos de trabajo). De esta manera se logra asegurar que cada uno de los componentes del alcance esté asignado a una persona o a un [equipo].

## Roles RACI
A cada tarea, actividad o grupo de tareas se le asigna uno de los roles RACI que se definen en la siguiente tabla:
| Rol | Rol         | Rol         | Descripción |
| --- | ----------- | ----------- | --- |
| R   | Responsible | Responsable | Este rol corresponde a quien efectivamente realiza la tarea. Lo más habitual es que exista sólo un encargado (R) por cada tarea; si existe más de uno, entonces el trabajo debería ser subdividido a un nivel más bajo, usando para ello la matriz RASCI. |
| A   | Accountable | Aprobador   | Este rol se responsabiliza de que la tarea se realice y es el que debe rendir cuentas sobre su ejecución. Sólo puede existir una persona que deba rendir cuentas (A) de que la tarea sea ejecutada por su Responsable (R).                                |
| C   | Consulted   | Consultado  | Este rol posee alguna información o capacidad necesaria para realizar la tarea. |
| I   | Informed    | Informado   | Este rol debe ser informado sobre el avance y los resultados de la ejecución de la tarea. A diferencia del consultado (C), la comunicación es unidireccional.                                                                                             |

En esta matriz se asigna el rol que el recurso debe desempeñar para cada actividad dada. No es necesario que en cada actividad se asignen los cuatro roles, pero sí por lo menos el de responsable (A) y el de encargado (R). Un mismo recurso puede tener más de un rol para una tarea, por ejemplo puede ser el encargado (R) y responsable (A) del mismo, en cuyo caso se anotará R/A.
Estas matrices se pueden construir en alto nivel (grupos de tareas generales) o en un nivel detallado (tareas de nivel bajo).
Una matriz de alto nivel se puede graficar con el listado de todos los entregables del proyecto definidas en la EDT versus los recursos definidos en el OBS. No todos los recursos tendrán necesariamente una entrada para cada actividad. Una matriz de bajo nivel se puede utilizar para  designar roles, responsabilidades y niveles de autoridad para actividades específicas.
A continuación un ejemplo de una matriz RACI:
| Actividad / Recurso     | Ricardo | Esteban | Lucía | Mariana |
| ----------------------- | ------- | ------- | ----- | ------- |
| Investigación           | R       | I       | I     | A       |
| Planificación           | C       | A       | R     | I       |
| Desarrollo              |         |         | A     | R       |
| Verificación de Errores | I       | R       |       | A       |

## Matriz RASCI
La matriz RASCI es una variación de la RACI. La única diferencia es la adición de un nuevo rol: el de apoyo (S).
| Rol | Rol     | Rol   | Descripción |
| --- | ------- | ----- | --- |
| S   | Support | Apoyo | Son recursos asignados al encargado (R) para la consecución de la tarea. A diferencia del consultado (C), el rol de apoyo (S) trabaja en la tarea. |

## RACI-VS o VARISC
Al igual que la RASCI es una variación de la RACI. Los roles adicionales son:
| Rol | Rol    | Rol         | Descripción |
| --- | ------ | ----------- | --- |
| V   | Verify | Verificador | Este rol se encarga de comprobar si el producto concuerda con los criterios de aceptación establecidos en la descripción del producto.  |
| S   | Sign   | Aprobador   | Este rol aprueba las decisiones de V y autoriza la salida del producto. Lo lógico es que el trabajo de un S preceda siempre al de un A. |

- Datos: Q1850420